# Plutodes chlidana
Plutodes chlidana là một loài bướm đêm trong họ Geometridae.